# Komandor spływu
Komandor spływu – w turystyce kajakowej, osoba odpowiedzialna za przebieg i bezpieczeństwo spływu kajakowego.
Komandor spływu pełni na szlaku kajakowym funkcję jednoosobowego kierownictwa. Wszyscy uczestnicy oraz kadra spływu powinni podporządkowywać się jego decyzjom dotyczącym bezpieczeństwa i organizacji ruchu na wodzie.
Do obowiązków komandora spływu należy przede wszystkim:
- ustalenie miejsca startu i końca spływu, pozostawienia środków transportu (np. samochodów), dowozu i odbioru uczestników, itp.,
- określenie dziennych etapów: ich długości, miejsc biwakowania i tempa płynięcia (powinien też posiadać plan awaryjny na wypadek niepowodzenia planu głównego),
- posiadanie środków łączności (telefon, GPS) i numerów kontaktowych do służb ratunkowych, wypożyczalni kajaków i innych niezbędnych podczas spływu (numery te powinny być też zdeponowane u dwóch innych uczestników spływu),
- ustalenie sposobów komunikowania się podczas spływu, poinstruowanie o podstawowych zasadach bezpieczeństwa na rzece i locji, a także sygnałach kajakowych (przed wypłynięciem),
- sprawdzenie stopnia przygotowania do spływu przez poszczególnych uczestników - sprzęt, wyposażenie, zaopatrzenie (przed wypłynięciem),
- sprawdzenie prognoz pogodowych (przed wypłynięciem),
- przygotowanie i posiadanie odpowiednich map i (lub) GPS-u.

Komandor powinien mieć kwalifikacje Przodownika Turystyki Kajakowej PTTK lub Instruktora PZKaj stopnia odpowiedniego do rangi realizowanej imprezy (w przepisach wewnętrznych obu organizacji jest określone, który stopień kwalifikuje do kierownictwa imprezą). 
Na spływach „przyjacielskich”, kiedy kilka osób spotyka się żeby płynąć razem, komandorem powinna być osoba najbardziej doświadczona wśród uczestników i posiadająca dużą sprawność fizyczną. Wtedy komandor płynie pierwszy, przeciera szlak, wskazuje sposoby opływania przeszkód, nadaje tempo dostosowując je do możliwości uczestników, nie dopuszcza do rozciągania się grupy, sprawdza co jakiś czas obecność, określa odległości między kajakami. Nikt nie powinien go wyprzedzać podczas spływu.
Taką pracę na spływach przywołanych organizacji przypisuje się pilotowi początkowemu. Wtedy najczęściej komandor nie płynie kajakiem wraz z uczestnikami, tylko kieruje spływem z lądu. W takim przypadku utrzymuje kontakt np. krótkofalowy z pilotem spływu na rzece.
Na końcu grupy płynie pilot końcowy - „czerwona latarnia” latarnik. Zarówno pilot końcowy, jak i początkowy podlegają komandorowi.